# Pivka Jama
Pivka Jama – jaskinia w Słowenii, w Masywie Javorniki.
W jaskini Pivka Jama występuje bogata szata naciekowa oraz ciąg obszernych korytarzy utworzonych w wapieniach kredowych przez podziemny przepływ rzeki.